# Guitinières
Guitinières là một xã trong tỉnh Charente-Maritime trong vùng Nouvelle-Aquitaine tây nam nước Pháp. Xã này nằm ở khu vực có độ cao từ 27-66 mét trên mực nước biển.

## Lịch sử dân số
| Năm  | Dân số | Mật độ |
| ---- | ------ | ------ |
| 1962 | 371    | -      |
| 1968 | 371    | -      |
| 1975 | 378    | -      |
| 1982 | 327    | -      |
| 1990 | 343    | -      |
| 1999 | 371    | 40/km² |